# Labyrinthoceras
Labyrinthoceras- wymarłe zwierzę z grupy amonitów żyjące 200- 145 milionów lat temu (jura).